# Varcia sordida
Varcia sordida är en insektsart som beskrevs av William Lucas Distant 1909. Varcia sordida ingår i släktet Varcia och familjen Nogodinidae. Inga underarter finns listade i Catalogue of Life.